# Paola (Málta)
Paola vagy Raħal Ġdid Málta egyik helyi tanácsa a Nagy Kikötő déli részén, a Három Várostól délre lévő Kordin (Corradino) dombon és a délebbre emelkedő dombokon. Északról a Nagy Kikötő és Bormla, keletről Fgura, délről Tarxien, keletről pedig Luqa és Marsa határolják. Lakossága 8856 fő. Olasz nevét (Casal Paula) alapítójáról, a Jeruzsálemi Szent János Ispotályos Lovagrend nagymesteréről, Antoine de Paule-ról kapta. Máltai nevének jelentése új város.

## Története
Őskori emlékei, köztük a három Kordin templom a legjelentősebbek közé tartoznak Máltán, a Ħal Saflieni-i hipogeum pedig a Világörökség része. Ettől kezdve azonban lakatlan terület volt, kezdetben Bir Miftuħ, majd Tarxien egyházközségében. A mai települést Antoine de Paule nagymester hozta létre 1626-ban, a templom építésével. A helyiek körében azonnal Raħal Ġdid néven lett ismert. A Lovagrend egyik tagjának, Szent Ubaldescának tiszteletére épült templom volt a város első épülete. 1718-ban Brichelot és Bremond térképén szerepel Paulla néven, ám érdekes módon a mai Żabbar helyén - amelyet viszont délebbre ábrázolnak - is található egy C(asal) Paula nevű község. A templomot többször bővítették, ám miután 1910-ben Paola egyházközsége különvált Tarxientől, új templom épült Krisztus Király tiszteletére (1923-1959). A brit uralom idején és a második világháború után hajójavító üzemek jöttek létre a Nagy Kikötő partjain. A városban található Málta egyetlen mecsete is. A század végén újabb egyházközség jött létre a településen, a Lourdes-i Szűz Mária-plébánia, amelynek új templom is épült. 1994 óta Málta egyik helyi tanácsa. Paolában található Málta civil és katonai börtöne (Corradino).

## Önkormányzata
Paolát héttagú helyi tanács irányítja, a jelenlegi, hatodik tanács 2012 óta van hivatalban.
Polgármesterei:
- Silvio Parnis (1994-2001?)
- Raymond Attard (2001?-2007)
- Dominic Grima (Munkáspárt, 2007-2012)
- Roderick Spiteri (Munkáspárt, 2012-)

## Nevezetességei

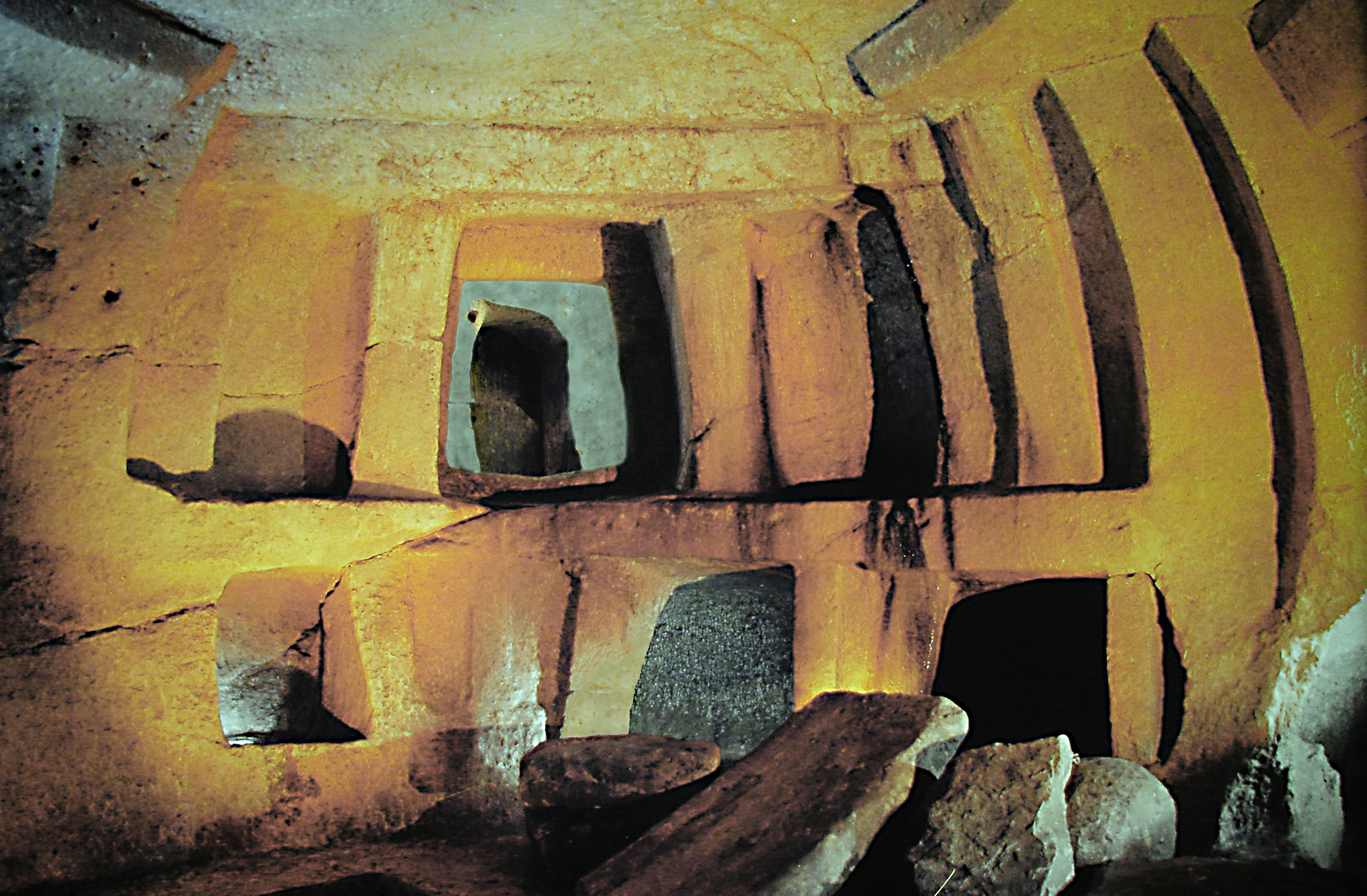
A Hypogeum

### Hypogeum
Az egykori Ħal Saflieni faluban talált hipogeum (föld alatti temetkezési hely) a máltai kőkor egyik leghíresebb és legjobb állapotban fennmaradt emléke. A korai földalatti temetkezési helyek továbbfejlesztett változata, egy három emelet mély labirintusként rejtőzik a mészkősziklában. Kr. e. 3700 és 3000 között használhatták, kb. 6-7000 ember temetkezési helye.
Az építményt véletlenül fedezték fel a 20. század elején. A több mint 20 kézzel kivájt terem rendkívüli kulturális fejlettségről tanúskodik. Az építmény állagának megóvása érdekében ma csak napi 80 látogató tekintheti meg.

### Kordin
Kordin III az egyetlen, amely fennmaradt a leírásokból ismert három rom közül. A legkorábbi templomépítési fázisból származó templom ma teljesen körbeépítve áll a dokkok fölötti dombon, a Triq Kortin és a Triq Il-Baċir között.

### Egyéb nevezetességei
- Szt. Ubaldesca-templom
- Krisztus Király plébániatemplom
- Lourdes-i Szűz Mária plébániatemplom

## Kultúra
Band clubjai:
- Filarmonic Society G.M. Fra Antoine De Paule (Kristu Re Band)[6]
- Filarmonic Society Lourdes A.D. 1977 (Santa Bernardina Band)
- Kristu Sultan Paola Band and Social Club

Egyházi szervezet:
- Paola Scout Group

## Sport
Sportegyesületei:
- Paola Wolves Sports Club
- Boccia: Boċċi Club Paola/Tarxien
Paola Schreiber Boċċi Club
- Futsal: Paola Stars Futsal Club
- Labdarúgás: Paola Hibernians Football Club: a Premier League egyik legsikeresebb csapata, 10-szeres bajnok, 8-szoros kupagyőztes
- Tenisz: Vittoriosa Lawn Tennis Club
Tennis Club Kordin
- Tollaslabda: Paola Stars Badminton Club

## Közlekedés

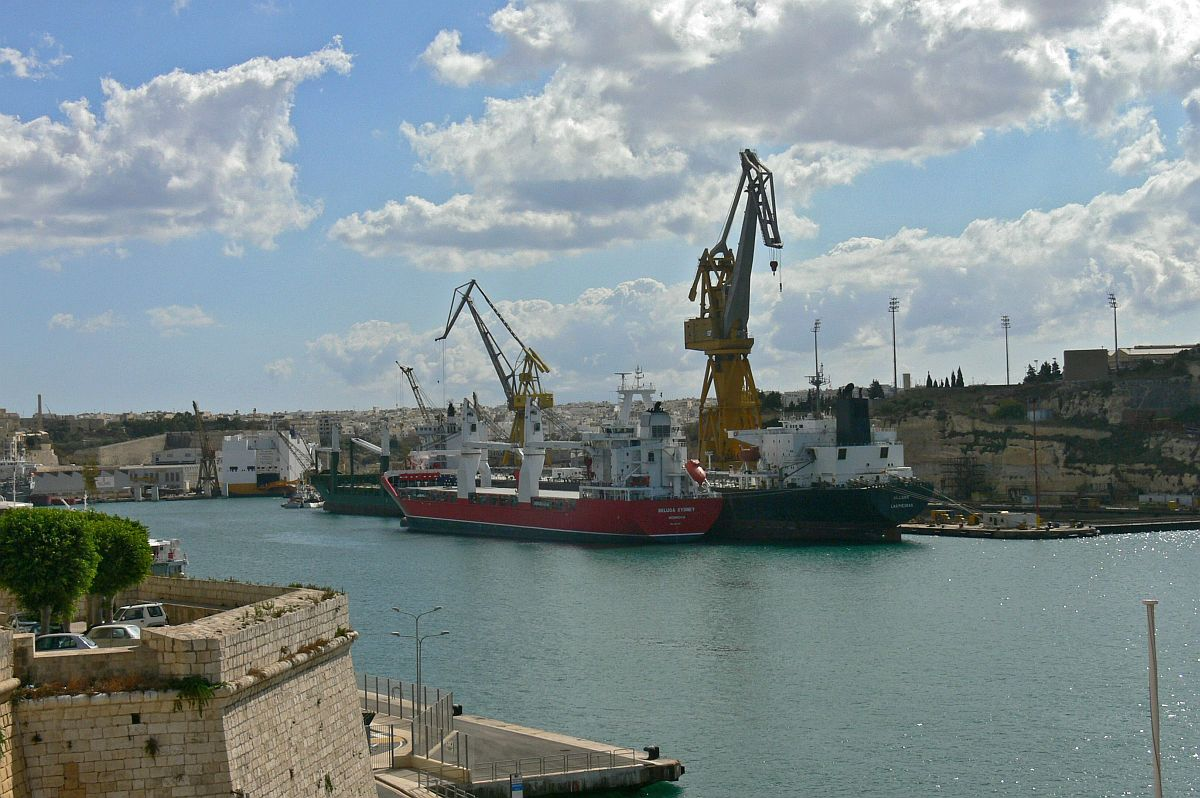
Dokkok Paola északi szélén

Autóval és tömegközlekedéssel is néhány percre van a sziget főbb városaitól. A máltai nemzetközi repülőtér szintén néhány percnyire található.
Autóbuszjáratai (2011. november után):
- 1 (Valletta-Isla)
- 2 (Valletta-Birgu)
- 3 (Valletta-Kalkara)
- 81 (Valletta-Marsaxlokk)
- 82 (Valletta-Birżebbuġa)
- 83 (Valletta-Santa Luċija-Valletta)
- 84 (Valletta-Żejtun-Valletta)
- 85 (Valletta-Marsaxlokk)
- 91 (Valletta-Marsaskala)
- 92 (Valletta-Marsaskala)
- 93 (Valletta-Marsaskala)
- 94 (Valletta-Xgħajra)
- 120 (Xgħajra-Pembroke)
- 204 (Marsaskala-Mater Dei)
- 206 (Marsaskala-Mater Dei)
- 210 (Birżebbuġa-Mater Dei)
- 213 (Kalkara-Mater Dei)
- 226 (Santa Luċija-Mater Dei)
- X2 (expressz, Repülőtér-San Ġiljan)
- X3 (expressz, Repülőtér-Buġibba)
- N3 (éjszakai, San Ġiljan-Kalkara)
- N71 (éjszakai, San Ġiljan-Qrendi)
- N81 (éjszakai, San Ġiljan-Repülőtér)
- N82 (éjszakai, San Ġiljan-Birżebbuġa)
- N91 (éjszakai, San Ġiljan-Marsaskala)